# Luigi Tarantino
Pour les articles homonymes, voir Tarantino.
Luigi Tarantino (né le 10 novembre 1972 à Naples) est un escrimeur italien pratiquant le sabre. Il a été quatre fois médaillé aux Jeux olympiques et champion du monde de sabre en 1998.

## Palmarès
- Jeux olympiques d'été
  -  Médaille d'argent par équipes Jeux olympiques d'été de 2004 à Athènes
  -  Médaille de bronze par équipes Jeux olympiques d'été de 1996 à Atlanta
  -  Médaille de bronze par équipes Jeux olympiques d'été de 2008 à Pékin
  -  Médaille de bronze par équipes Jeux olympiques d'été de 2012 à Londres

- Championnats du monde
  -  Médaille d'or aux championnats du monde d'escrime 1998
  -  Médaille d'or par équipes aux championnats du monde d'escrime 1995
  -  Médaille d'argent par équipes en Championnats du monde d'escrime 2009
  -  Médaille d'argent par équipes aux championnats du monde d'escrime 2002
  -  Médaille de bronze aux championnats du monde d'escrime 1995
  -  Médaille de bronze aux championnats du monde d'escrime 1999
  -  Médaille de bronze aux championnats du monde d'escrime 2002
  -  Médaille de bronze aux championnats du monde d'escrime 2011
  -  Médaille de bronze par équipes aux championnats du monde d'escrime 2011

- Championnats d'Europe
  -  Médaille d'argent aux championnats d'Europe d'escrime 1997
  -  Médaille d'argent aux championnats d'Europe d'escrime 1999
  -  Médaille d'argent par équipes aux championnats d'Europe d'escrime 2002
  -  Médaille de bronze aux championnats d'Europe d'escrime 1995
  -  Médaille de bronze aux championnats d'Europe d'escrime 1996
  -  Médaille de bronze aux championnats d'Europe d'escrime 2003

- Coupe du monde
  - Vainqueur de la Coupe du monde de sabre 1998
  - Deuxième de la Coupe du monde de sabre 1999

- Championnats d'Italie
  -  Médaille d'or en individuel aux championnats d'Italie 1994
  -  Médaille d'or en individuel aux championnats d'Italie 1998
  -  Médaille d'or en individuel aux championnats d'Italie 2004
  -  Médaille d'or en individuel aux championnats d'Italie 2006
  -  Médaille d'or par équipe aux championnats d'Italie 2002
  -  Médaille d'or  par équipe aux championnats d'Italie 2003
  -  Médaille d'argent en individuel aux championnats d’Italie 2001
  -  Médaille d'argent en individuel aux championnats d’Italie 2003
  -  Médaille d'argent par équipe aux championnats d’Italie 2001
  -  Médaille d'argent en individuel aux championnats d’Italie 2003

## Décorations
- Officier de l'Ordre du mérite italien (2004)[1]